# Aradus evermanni
Aradus evermanni är en insektsart som beskrevs av Van Duzee 1920. Aradus evermanni ingår i släktet Aradus och familjen barkskinnbaggar. Inga underarter finns listade i Catalogue of Life.